# Compus de douăsprezece prisme pentagonale
În geometrie compusul de douăsprezece prisme pentagonale este un compus poliedric uniform realizat dintr-un aranjament simetric de 12 prisme pentagonale, aliniate într-un aranjament cu axele de simetrie de rotație cu cinci poziții ale unui dodecaedru (Ih).
Are indicele de compus uniform UC35.

## Construcție
Poate fi construit din două copii enantiomorfe ale compusului de șase prisme pentagonale. Procedând astfel, vârfurile celor două copii enantiomorfe coincid, rezultând că întregul compus are câte două prisme pentagonale incidente în fiecare dintre vârfurile sale.

## Mărimi asociate

### Coordonate carteziene
Coordonatele carteziene ale vârfurilor acestui compus sunt toate permutările pare ale
{\displaystyle \left(\,\pm \varphi ^{-2},\,0,\,\pm (2-\varphi ^{-1})\,\right)}
{\displaystyle \left(\,\pm 1,\,\pm \varphi ^{-3},\,\pm 1\,\right)}
{\displaystyle \left(\,\pm \varphi ^{-1},\,\pm \varphi ^{-2},\,\pm 2\varphi ^{-1}\,\right)}
unde {\displaystyle \varphi ={\frac {1+{\sqrt {5}}}{2}}} este secțiunea de aur.

### Volum
Următoarea formulă pentru volum V este stabilită pentru lungimea laturilor tuturor poligoanelor (care sunt regulate) a:
{\displaystyle V=3{\sqrt {25+10{\sqrt {5}}}}~a^{3}\approx 20,645729~a^{3}.}

## Poliedre înrudite
Acest compus are în comun aranjamentul vârfurilor cu patru poliedre uniforme, după cum urmează:
| Marele rombicosidodecaedru neconvex | Marele dodecicosidodecaedru       | Marele rombidodecaedru                    |
| Marele dodecaedru trunchiat         | Compus de șase prisme pentagonale | Compus de douăsprezece prisme pentagonale |